# Alina Kenzel
Alina Kenzel (Konstanz, 10 augustus 1997) is een atleet uit Duitsland. Ze is gespecialiseerd in kogelstoten.
Als kind speelde Kenzel handbal, net als haar ouders, die allebei voor het nationale team van Roemenië uitkwamen. Op dertienjarige leeftijd koos ze alsnog voor atletiek.
In 2018 en 2020 werd Kenzel nationaal indoor-kampioene kogelstoten.
In 2020 werd ze nationaal kampioene kogelstoten met een stoot van 17,96 meter.

## Persoonlijk record
| Onderdeel    | Resultaat | Jaar |
| ------------ | --------- | ---- |
| kogelstoten  | 18,69 m   | 2021 |
| discuswerpen | 47,68 m   | 2013 |
| speerwerpen  | 40,98 m   | 2011 |

| Onderdeel   | Resultaat | Jaar |
| ----------- | --------- | ---- |
| kogelstoten | 18,14 m   | 2020 |

- World Athletics: 14473492